# Puncturella
Puncturella là một chi minute deepwater keyhole limpets, là động vật thân mềm chân bụng sống ở biển trong họ Fissurellidae, and slit limpets.

## Các loài
Loài trong chi nàyinclude:
- Puncturella abyssicola A.E. Verrill, 1885
- Puncturella analoga Martens, 1903 [4]
- Puncturella brychia Watson, 1883
- Puncturella caryophylla Dall, 1914
- Puncturella conica (Orbigny, 1841)
- Puncturella cooperi Carpenter, 1864
- Puncturella demissa Hedley, 1904 [5]
- Puncturella enderbyensis Powell, 1958
- Puncturella galeata (Gould, 1846)
- Puncturella longifissa Dall, 1914
- Puncturella noachina (Linnaeus, 1771) - type species
- Puncturella parvinobilis Okutani, Fujikura & Sasaki, 1993
- Puncturella pauper Dall, 1927
- Puncturella piccirida Palazzi & Villari, 2001
- Puncturella plecta Watson, 1883
- Puncturella pseudanaloga Powell, 1957 [6]
- Puncturella punctocostata S. S. Berry, 1947
- Puncturella rimaizenaensis Okutani, Fujikura & Sasaki, 1993
- Puncturella similis Warén & Bouchet, 2009
- Puncturella solis Beck, 1996
- Puncturella spirigera Thiele, 1912

Species brought into synonymy
- Puncturella alicei (Dautzenberg & Fischer H., 1897) is a synonym for Profundisepta alicei (Dautzenberg & H. Fischer, 1897)
- Puncturella granulata Seguenza, 1862 is a synonym for Rimula granulata Seguenza, 1862
- Puncturella microphyma Dautzenberg & H. Fischer, 1896 is a synonym for Cornisepta microphyma (Dautzenberg & H. Fischer, 1896)
- Puncturella profundi (Jeffreys, 1877): synonym of Profundisepta profundi (Jeffreys, 1877)
- Puncturella sportella Watson, 1883: synonym of Profundisepta sportella (Watson, 1883)